# Holl (Kleines Wiesental)

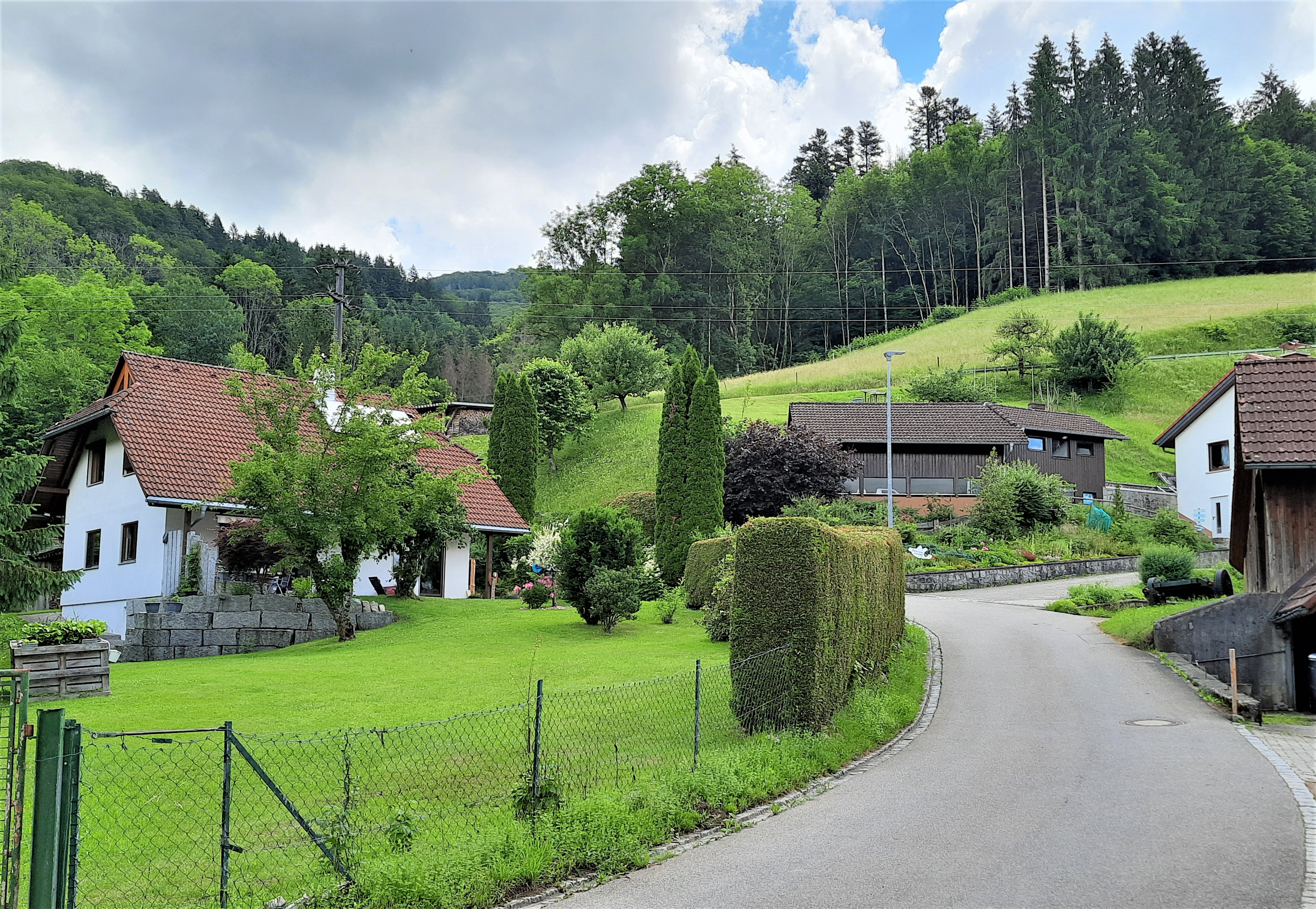
Holl

Holl im Kleinen Wiesental ist ein Wohnplatz, der zur Gemarkung Elbenschwand im Landkreis Lörrach gehört, das bis zum 31. Dezember 2008 selbstständige Gemeinde war. 

## Geschichte
Urkundlich zum ersten Mal erwähnt wurde der Ort 1278 unter der Namensform Holnach, was von „hohle Aach“ stammen könnte. Später wurde der Ort in Hollna umbenannt. 
Der Ort gehörte zunächst dem Kloster St. Blasien und ging 1344 an die Propstei Weitenau über. Gesichert ist, dass der Ort 1564 zur Vogtei Tegernau gehörte. 1836 wurde das Dorf mit dem nördlich gelegenen Langensee vereinigt.

## Lage und Geographie
Holl liegt als Straßendorf an der Tegernauer Landstraße (L 139) auf rund 500 m ü. NHN Höhe im Tal der Kleinen Wiese. Am südlichen Ortsrand zweigt von der Landstraße nördlich die Straße in Richtung Hohenegg und Raich ab.